# شروزبوري (فيرمونت)
شروزبوري (بالإنجليزية: Shrewsbury, Vermont)‏ هي بلدة تقع بولاية فيرمونت في الولايات المتحدة. تبلغ مساحتها 130 (كم²)، وترتفع عن سطح البحر 537 م، بلغ عدد سكانها 1056 نسمة في عام 2010 حسب إحصاء مكتب تعداد الولايات المتحدة .

## أعلام
- داروين أبيل فيني

## وصلات خارجية
- The US50 - Cities and Towns in Vermont State
- Vermont Cities and Towns, Facts, Map, Flag, Colleges, Government, and More